# David Rikl
David Rikl (* 27. únor 1971 Brandýs nad Labem) je český bývalý profesionální tenista. Hrát tenis začal ve čtyřech letech. Jako profesionál působil od roku 1989 do roku 2005. Postupně začal preferovat čtyřhru, ve které vyhrál s různými partnery celkem 30 turnajů ATP. 
Je ženatý s bývalou profesionální tenistkou Adrianou Gerši. Jeho bratr Aleš Rikl je rovněž bývalý profesionální tenista.

## Davisův pohár
David Rikl se zúčastnil 10 zápasů v Davisově poháru za tým České republiky.

### Bilance
- dvouhra: 1-2
- čtyřhra: 7-3

## Finálové účasti na turnajích ATP (54)

### Dvouhra - prohry (1)
| Č. | Datum          | Turnaj             | Povrch | Soupeř ve finále | Výsledek |
| 1. | 16. leden 1994 | Jakarta, Indonésie | tvrdý  | Michael Chang    | 3-6 3-6  |

### Čtyřhra - výhry (30)
| Č.  | Datum             | Turnaj                         | Povrch  | Partner             | Soupeři ve finále                 | Výsledek     |
| 1.  | 13. říjen 1991    | Tel Aviv, Izrael               | tvrdý   | Michiel Schapers    | Javier Frana Leonardo Lavalle     | 6-2 6-7 6-3  |
| 2.  | 12. červenec 1992 | Newport, Spojené státy         | tráva   | Royce Deppe         | Paul Annacone David Wheaton       | 6-4 6-4      |
| 3.  | 31. říjen 1993    | Santiago, Chile                | antuka  | Mike Bauer          | Christer Allgardh Brian Devening  | 7-6 6-4      |
| 4.  | 10. duben 1994    | Barcelona, Španělsko           | antuka  | Jevgenij Kafelnikov | Jim Courier Javier Sánchez        | 5-7 6-1 6-4  |
| 5.  | 1. květen 1994    | Mnichov, Německo               | antuka  | Jevgenij Kafelnikov | Boris Becker Petr Korda           | 7-6 7-5      |
| 6.  | 15. květen 1994   | Řím, Itálie                    | antuka  | Jevgenij Kafelnikov | Wayne Ferreira Javier Sánchez     | 6-1 7-5      |
| 7.  | 23. říjen 1994    | Vídeň, Rakousko                | koberec | Mike Bauer          | Alex Antonitsch Greg Rusedski     | 7-6 6-4      |
| 8.  | 17. září 1995     | Bogota, Kolumbie               | antuka  | Jiří Novák          | Steve Campbell MaliVai Washington | 7-6 6-2      |
| 9.  | 29. říjen 1995    | Santiago, Chile                | antuka  | Jiří Novák          | Shelby Cannon Francisco Montana   | 6-4 4-6 6-1  |
| 10. | 31. březen 1996   | Casablanca, Maroko             | antuka  | Jiří Novák          | Tomas Carbonell Francisco Roig    | 7-6 6-3      |
| 11. | 15. září 1996     | Bogota, Kolumbie               | antuka  | Nicolas Pereira     | Pablo Campana Nicolás Lapentti    | 6-3 7-6      |
| 12. | 19. říjen 1997    | Ostrava, Česko                 | koberec | Jiří Novák          | Donald Johnson Francisco Montana  | 6-2 6-4      |
| 13. | 16. srpen 1998    | Orange Prokom Open, San Marino | antuka  | Jiří Novák          | Mariano Hood Sebastian Prieto     | 6-4 7-6      |
| 14. | 23. srpen 1998    | Indianapolis, Spojené státy    | tvrdý   | Jiří Novák          | Mark Knowles Daniel Nestor        | 6-2 7-6      |
| 15. | 1. listopad 1998  | Mexico City, Mexiko            | antuka  | Jiří Novák          | Daniel Orsanic David Roditi       | 6-4 6-2      |
| 16. | 13. únor 2000     | Dubaj, Spojené arabské emiráty | tvrdý   | Jiří Novák          | Robbie Koenig Peter Tramacchi     | 6-2 7-5      |
| 17. | 16. červenec 2000 | Gstaad, Švýcarsko              | antuka  | Jiří Novák          | Jerome Golmard Michael Kohlmann   | 3-6 6-3 6-4  |
| 18. | 23. červenec 2000 | Stuttgart, Německo             | antuka  | Jiří Novák          | Lucas Arnold Ker Donald Johnson   | 5-7 6-2 6-3  |
| 19. | 5. listopad 2000  | Stuttgart, Nemecko             | tvrdý   | Jiří Novák          | Donald Johnson Piet Norval        | 3-6 6-3 6-4  |
| 20. | 1. duben 2001     | Miami, Spojené státy           | tvrdý   | Jiří Novák          | Jonas Björkman Todd Woodbridge    | 7-5 7-63     |
| 21. | 27. květen 2001   | St. Pölten, Rakousko           | antuka  | Petr Pála           | Jaime Oncins Daniel Orsanic       | 6-3 5-7 7-5  |
| 22. | 5. srpen 2001     | Montreal, Kanada               | tvrdý   | Jiří Novák          | Donald Johnson Jared Palmer       | 6-4 3-6 6-3  |
| 23. | 26. květen 2002   | St. Pölten, Rakousko           | antuka  | Petr Pála           | Mike Bryan Michael Hill           | 7-5 6-4      |
| 24. | 16. červen 2002   | Halle, Německo                 | tráva   | David Prinosil      | Jonas Björkman Todd Woodbridge    | 4-6 7-65 7-5 |
| 25. | 14. červenec 2002 | Gstaad, Švýcarsko              | antuka  | Joshua Eagle        | Massimo Bertolini Cristian Brandi | 7-65 6-4     |
| 26. | 21. červenec 2002 | Stuttgart, Německo             | antuka  | Joshua Eagle        | David Adams Gastón Etlis          | 6-3 6-4      |
| 27. | 2. březen 2003    | Dubaj, Spojené arabské emiráty | tvrdý   | Leander Paes        | Wayne Black Kevin Ullyett         | 6-3 6-0      |
| 28. | 13. červenec 2003 | Gstaad, Švýcarsko              | antuka  | Leander Paes        | František Čermák Leoš Friedl      | 6-3 6-3      |
| 29. | 13. červen 2004   | Halle, Německo                 | tráva   | Leander Paes        | Tomáš Cibulec Petr Pála           | 6-2 7-5      |
| 30. | 11. červenec 2004 | Gstaad, Švýcarsko              | antuka  | Leander Paes        | Marc Rosset Stanislas Wawrinka    | 6-4 6-2      |

### Čtyřhra - prohry (23)
| Č.  | Datum             | Turnaj                      | Povrch  | Partner        | Soupeři ve finále                  | Výsledek         |
| 1.  | 4. říjen 1992     | Basilej, Švýcarsko          | tvrdý   | Karel Nováček  | Tom Nijssen Cyril Suk              | 3-6 4-6          |
| 2.  | 21. březen 1993   | Zaragoza, Španělsko         | koberec | Mike Bauer     | Martin Damm Karel Nováček          | 6-2 4-6 5-7      |
| 3.  | 17. říjen 1993    | Tel Aviv, Izrael            | tvrdý   | Mike Bauer     | Sergio Casal Emilio Sánchez        | 4-6 4-6          |
| 4.  | 6. srpen 1995     | Praha, Česko                | antuka  | Jiří Novák     | Libor Pimek Byron Talbot           | 5-7 6-1 6-7      |
| 5.  | 5. listopad 1995  | Montevideo, Uruguay         | antuka  | Jiří Novák     | Sergio Casal Emilio Sánchez        | 6-2 6-7 6-7      |
| 6.  | 12. listopad 1995 | Buenos Aires, Argentina     | antuka  | Jiří Novák     | Vince Spadea Christo Van Rensburg  | 3-6 3-6          |
| 7.  | 10. listopad 1996 | Moskva, Rusko               | koberec | Jiří Novák     | Rick Leach Andrej Olchovskij       | 6-4 1-6 2-6      |
| 8.  | 2. srpen 1998     | Umag, Chorvatsko            | antuka  | Jiří Novák     | Neil Broad Piet Norval             | 1-6 6-3 3-6      |
| 9.  | 4. říjen 1998     | Mallorca, Španělsko         | antuka  | Jiří Novák     | Pablo Albano Daniel Orsanic        | 6-7 3-6          |
| 10. | 17. leden 1999    | Auckland, Nový Zéland       | tvrdý   | Jiří Novák     | Jeff Tarango Daniel Vacek          | 5-7 5-7          |
| 11. | 11. duben 1999    | Estoril, Portugalsko        | antuka  | Jiří Novák     | Tomas Carbonell Donald Johnson     | 3-6 6-2 1-6      |
| 12. | 25. duben 1999    | Monte Carlo, Monako         | antuka  | Jiří Novák     | Olivier Delaitre Tim Henman        | 2-6 3-6          |
| 13. | 20. červen 1999   | 's-Hertogenbosch, Holandsko | tráva   | Ellis Ferreira | Leander Paes Jan Siemerink         | WEA              |
| 14. | 10. říjen 1999    | Basilej, Švýcarsko          | koberec | Jiří Novák     | Brent Haygarth Aleksandar Kitinov  | 6-0 4-6 5-7      |
| 15. | 15. říjen 2000    | Vídeň, Rakousko             | tvrdý   | Jiří Novák     | Jevgenij Kafelnikov Nenad Zimonjić | 4-6 4-6          |
| 16. | 29. říjen 2000    | Moskva, Rusko               | koberec | Jiří Novák     | Jonas Björkman David Prinosil      | 2-6 3-6          |
| 17. | 18. únor 2001     | Kodaň, Dánsko               | tvrdý   | Jiří Novák     | Wayne Black Kevin Ullyett          | 3-6 3-6          |
| 18. | 8. červenec 2001  | Wimbledon, Anglie           | tráva   | Jiří Novák     | Donald Johnson Jared Palmer        | 4-6 6-4 3-6 6-76 |
| 19. | 14. říjen 2001    | Viedeň, Rakousko            | tvrdý   | Jiří Novák     | Martin Damm Radek Štěpánek         | 3-6 2-6          |
| 20. | 6. leden 2002     | Doha, Katar                 | tvrdý   | Jiří Novák     | Donald Johnson Jared Palmer        | 3-6 6-75         |
| 21. | 3. březen 2002    | Acapulco, Mexiko            | antuka  | Martin Damm    | Bob Bryan Mike Bryan               | 1-6 6-3 2-10     |
| 22. | 30. březen 2003   | Miami, Spojené státy        | tvrdý   | Leander Paes   | Roger Federer Max Mirnyj           | 5-7 3-6          |
| 23. | 12. září 2004     | US Open, Spojené státy      | tvrdý   | Leander Paes   | Mark Knowles Daniel Nestor         | 3-6 3-6          |